# Brukenthal-palota

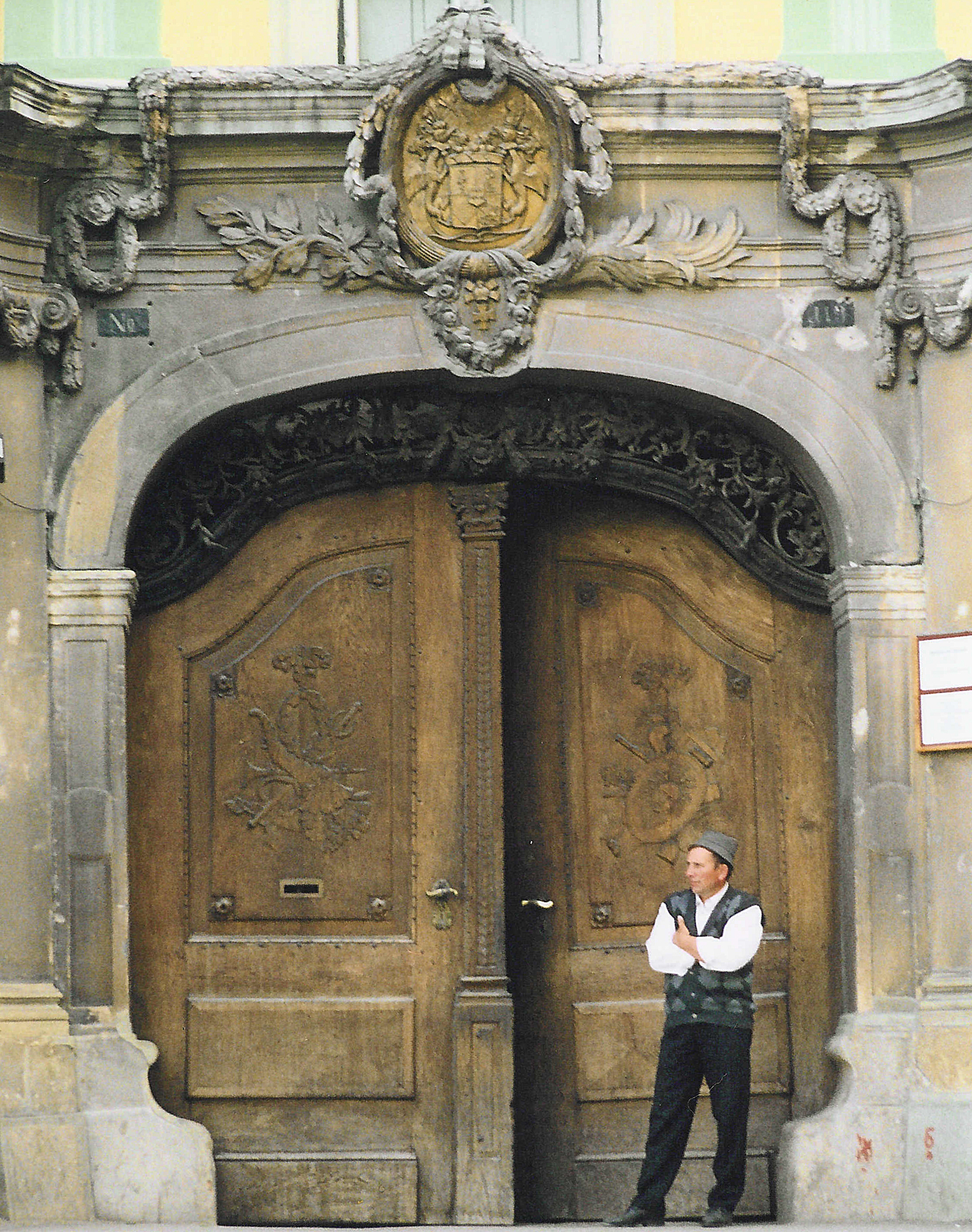
A palota főkapuja

A Brukenthal-palota Nagyszeben híres barokk stílusú műemlék épülete a Nagypiac (Grosser Ring, Piața Mare) nyugati oldalán (4. sz.). 2004 óta a Nagyszeben történelmi központja helyszín részeként a világörökség javaslati listáján szerepel.

## Története
Samuel von Brukenthal építtette 1778–1788 között, miután Erdély kormányzójává választották, a középkori eredetű Klockner- és Offner-házak helyére. Építőmestere Franz Burger, épületszobrásza a kolozsvári Simon Hoffmeyer, kőfaragója Anton Hertzum volt. Főkapuzatát urnák, rozetták, füzérdíszek, a tölgyfából készült ajtószárnyakat a művészetek és a bőség jelképei (Minerva pajzsa és baglya, festőpaletta, bőségszaru) ékesítik, a kapu felett Brukenthal aranyozott címere látható. A kapubejáróba a bal oldalon beépítették a Petőfi/Rét utca (Wiesengasse, Strada Tipografilor) 4. számú házának (az ún. Hermann Wagner-ház) 1552-ből való kapukeretét, Thomas Lapicida munkáját. Samuel Brukenthal téli rezidenciáját az első emeleten alakították ki. Itt találhatóak a szalon, a fogadószoba, a vendégszobák és kabinetek. Utóbbiakat kínai festményeket utánzó tapéta, a zeneszobát faburkolat és keleti virágmintás tapéta borítja. Az ajtók fafaragványai közül nyolc Ovidius Metamorphosesének történeteit ábrázolja. A második emeleten helyezte el a báró fokozatosan gyarapodó műkincsgyűjteményét. (A képgyűjtemény alapjait 1759–1772 között Bécsben vetette meg.) 
Végrendeletében Brukenthal az Evangélikus Egyházra hagyományozta az épületet és a gyűjteményt. 1817. február 25-én a gyűjtemény megnyílt a látogatók előtt. Képeit 1916 őszén, a román hadsereg támadása elől Budapestre menekítették, és csak 1919-ben kerültek vissza. 1946-ban államosították, a legértékesebb képeket a bukaresti Művészeti Múzeumba vitték – ezeket 2006-ban, Nagyszeben európai kulturális fővárosi éve alkalmából visszakapta. 2006-ban a múzeumot visszaítélték az evangélikus egyháznak.
A palota hátsó udvarából nyíló lakásban töltötte gyermekkorát Borsos Miklós.

## Leírása

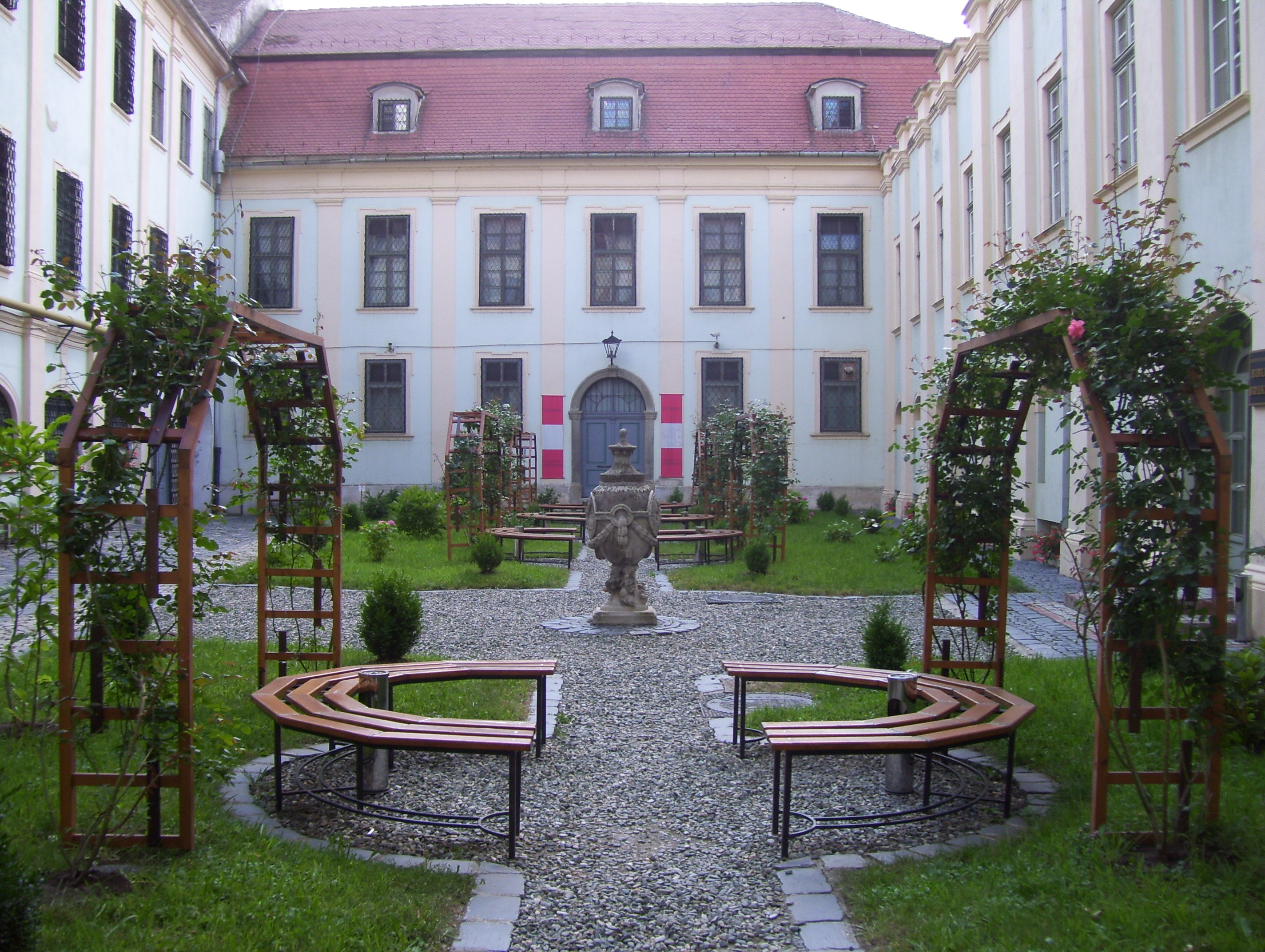
A belső udvar

## Brukenthal Múzeum
Jelenleg a palota a Brukenthal Múzeum több részlegének az otthona:
- Képtár, benne Jan van Eyck, Pieter Bruegel, Hans Memling, Anthony Van Dyck, Jacob Jordaens, Frans Snyders, Jan Fyt, Antonello da Messina, Allesandro Magnasco, Tiziano, Hans Schwab von Wertingen, Hans von Aachen, Lucas Cranach, Paul Troger, Martin Meytens és Jan Kupecky festményeivel.
- A hátsó traktusban könyvtár, több mint 300 000 tétellel (382 ősnyomtatvány és kézirat, harmincezer 16–18. századi nyugat-európai és 1500 régi román könyv, illetve kortárs könyvek és folyóiratok). A gyűjtemény alapját a báró 15 972 kötetes könyvtára képezte, amelyet hagyatékok és később az államosítás útján több más jelentős gyűjtemény gyarapított. 1884-ben 54 ezer kötetével ez volt a legnagyobb erdélyi könyvtár. Az olvasókat napi négy órában fogadta.[8]
- A földszinten szoborkiállítás, térképkabinet és metszetgyűjtemény.
- Az első emeleten anatóliai szőnyegek.